# Paul de Sorbait
Paul de Sorbait, Dessorbaix voire aussi Desorbay puis Paul von Sorbait ou Paul von Sorbeit, baptisé le 25 janvier 1624 à Montbliart en Belgique et mort le 29 avril 1691 à Vienne, est un médecin et ingénieur sanitaire autrichien.

## Biographie

### Jeunesse et éducation
Paul de Sorbay nait le 24 ou le 25 janvier 1624 (son acte de baptême est en date du 25). Il est le cinquième enfant de Nicolas Desorbay et Jeanne Rouly, installés sur Montbliart vers 1615. Ses frères et sœur ainés sont Servais, Jeanne, Jean et Gilles. Après lui naîtront Philippe, Marie-Catherine et Jacques. Son parrain est le curé Antoine Norman qui a probablement participé à son instruction. À l'adolescence, Paul s'adonne à la musique, notamment au violon.

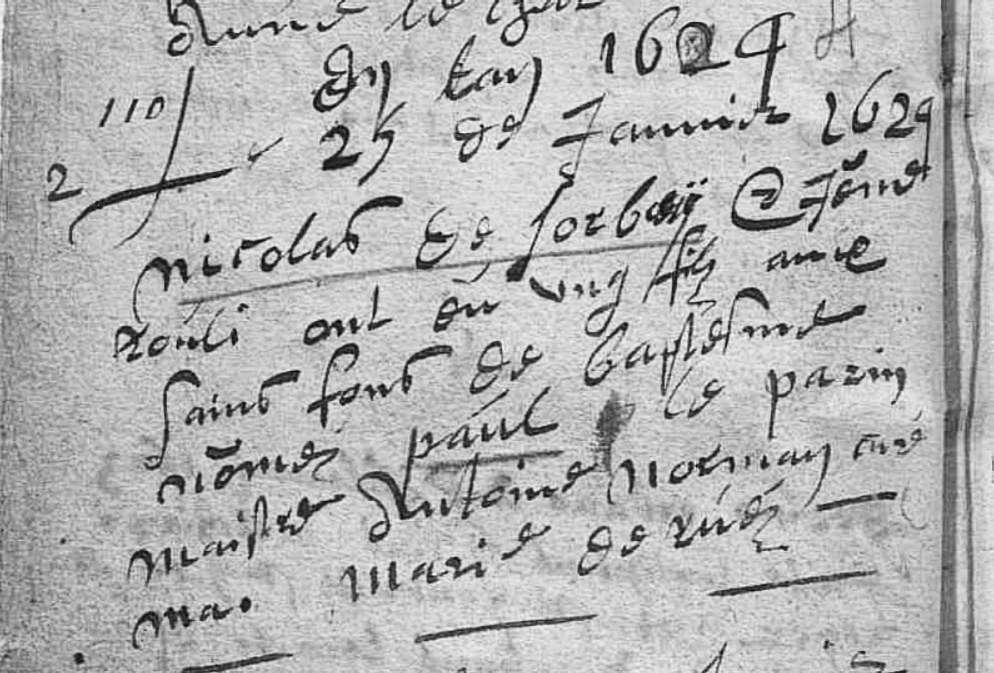
Acte de baptême de Paul de Sorbait.
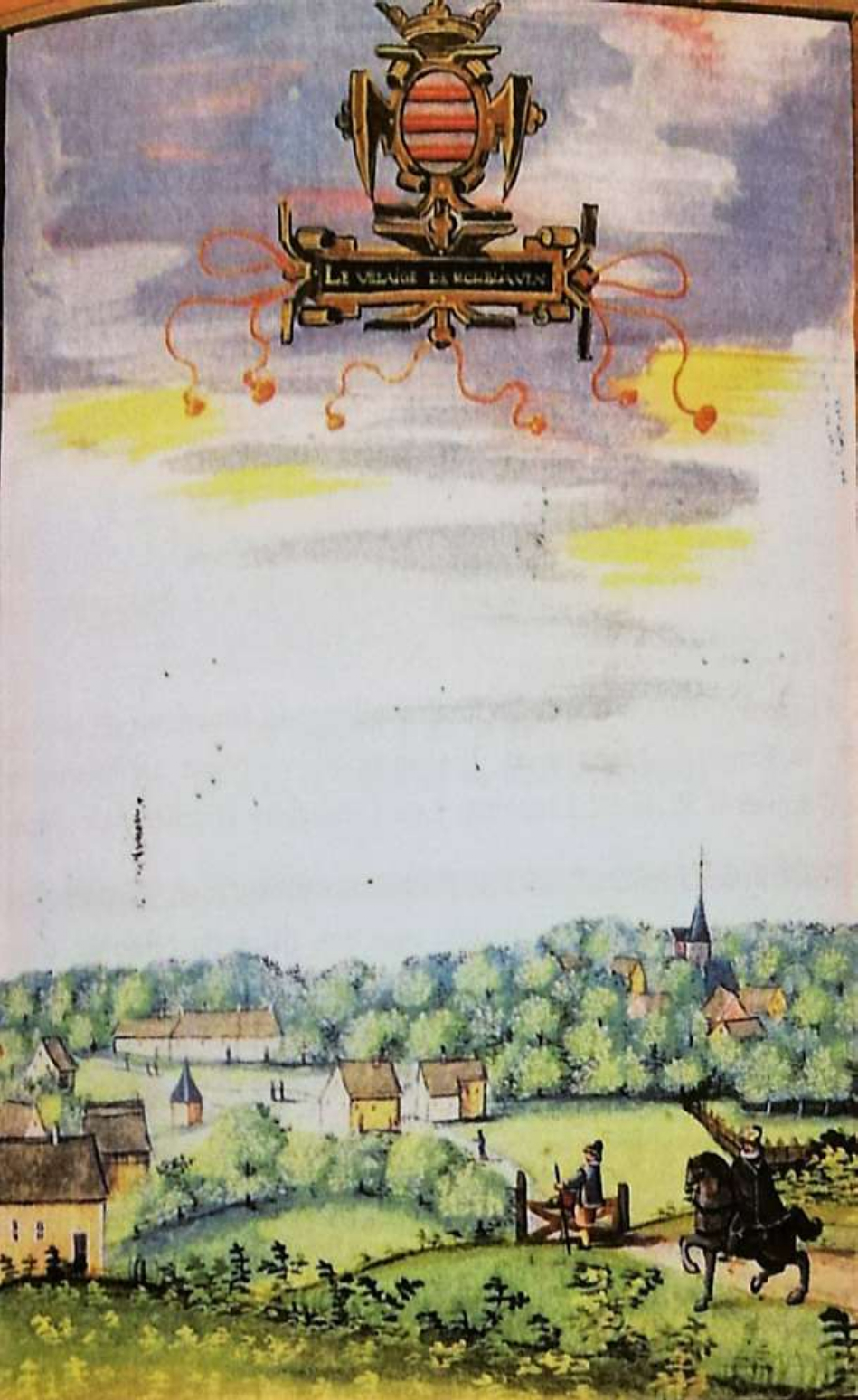
Montbliart un peu avant la naissance de Paul de Sorbait.

Il part étudier à Thuin au collège du Chapitre des chanoines. Vers 1641, il quitte la ville pour suivre un guérisseur de passage.
Durant la guerre de 30 ans (1618-1648), les passages de troupes –  uniquement composées de mercenaires – sont nombreux et Paul suit les armées, soigne les blessés et marche ainsi jusqu'aux murs de Vienne où il arrive en 1643. Il est engagé, à l'âge de 19 ans seulement, comme soldat guérisseur. Il fit son éducation à Paderborn. Il participe encore à plusieurs sièges mais, en 1647, il s'installe à Vienne où il étudie et fait ses humanités. Il fit également une partie de son éducation à Paderborn puis il va étudier la médecine à l'université de Padoue où il décroche un « chapeau » de docteur en 1653 après avoir conclu sa thèse Prüfüngnie der Schnit en 1652.

### Vienne
Il pratiqua la médecine à Rome, puis à Cologne et à Arnhem et en août 1652, il fut membre de la faculté de médecine de l'université de Vienne. En 1658, il devient médecin à la cour de l'impératrice Éléonore de Nevers-Mantoue. En 1667, en est promu Rector magnificus à l'âge de 43 ans.
En 1676, il finance à ses propres frais la reconstruction du hall des étudiants « Goldberg » et y ajouta une chapelle. Durant la Grande peste de Vienne (1679), l'empereur Léopold I le nomme conseiller officiel et superviseur en chef de la condition sanitaire de Vienne. Peu après, il fut anobli.
En 1681, il démissionna de son poste de professeur et fonda une bourse pour les étudiants en médecine. Durant le siège de Vienne par les Turcs en 1683, il commanda une compagnie formée de 700 étudiants avec le grade de sergent-major.

### Décès et inhumation
Il meurt le 21 avril 1691 à l'âge de 67 ans. Il est enterré dans la Cathédrale Saint-Étienne de Vienne.

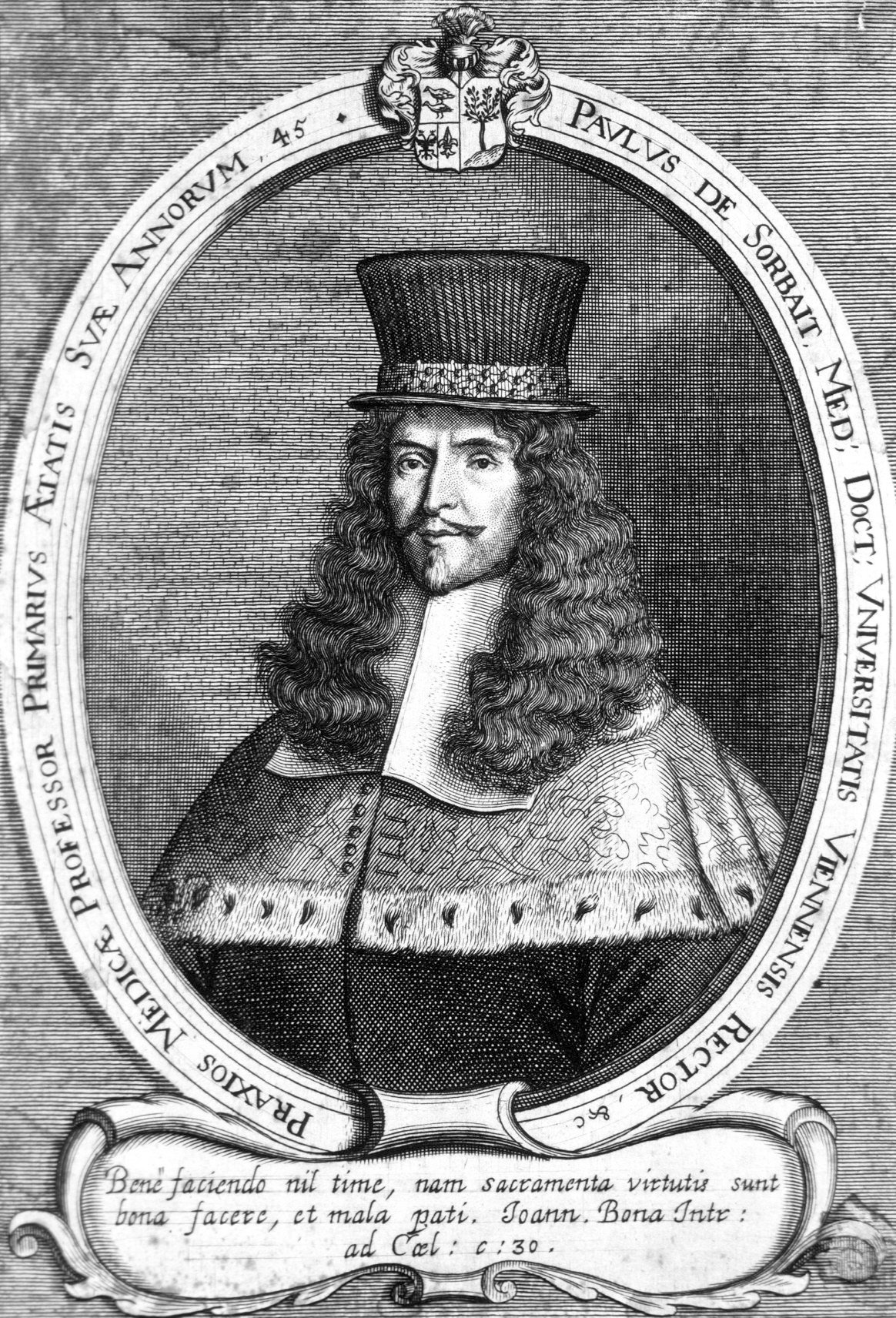
Portrait de Paul de Sorbait.
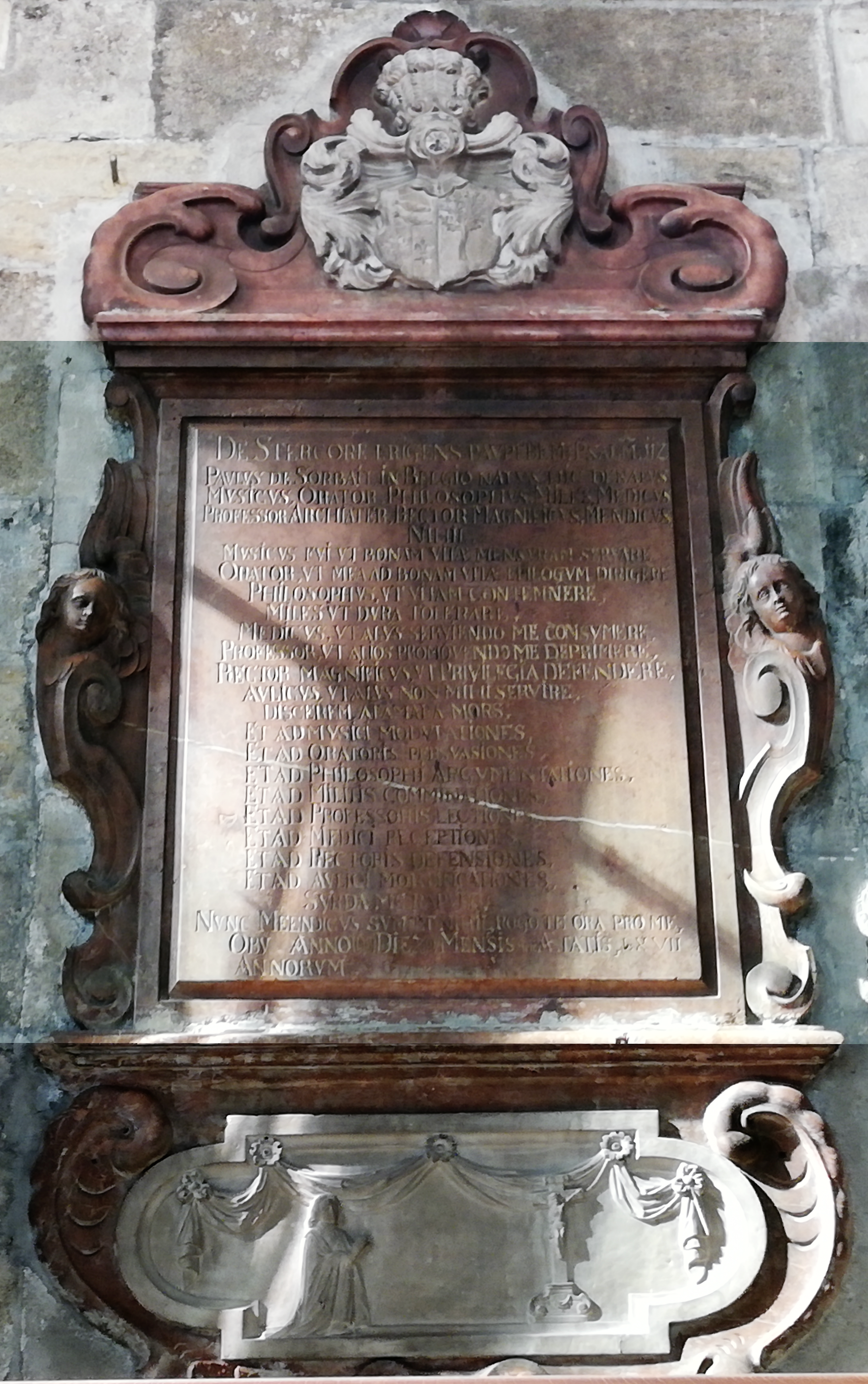
Cénotaphe de Paul de Sorbait.

## Famille et postérité
Il a été marié quatre fois.
Il épouse Anna Katharina, veuve du professeur Conrad Greisel, le 9 septembre 1653 à Saint-Étienne de Vienne. Elle meurt le 26 octobre 1656 à environ 33 ans. Ils ont au moins une fille, qui épousera Johann Georg Greisel.
Il épouse Anna Barbara le 9 janvier 1657 dans la paroisse Saint-Étienne de Vienne.
Le 25 juillet 1673, il épouse Anna Catharina à Schotten (Vienne, Autriche),.
Il épousera par la suite Christina Regina Winkler von Erckheim.

## Hommage
Paul de Sorbait a reçu plusieurs hommages posthumes :
- en 1909, l'association nationale des médecins officiels d'Autriche choisit le portrait de Sorbait comme insigne de l'association.
- Une rue de Vienne et un pont sur le Ry de Fromont à Montbliart portent son nom.
- En 1966 une exposition le concernant est montée dans l'école de Montbliart.
- En signe de gratitude envers sa paroisse d'origine : un ostensoir en argent doré portant cette inscription « Anno 1700, Hubertus Desorbait, marchand à Vienne en Autriche a donné ce soleil à l'église de Montbliart »[9].
- Dans la cathédrale St-Étienne de Vienne, un mausolée fut érigé. L'épitaphe, traduite du latin, est la suivante :

« Paul de Sorbait, né en Belgique, mort ici à Vienne. Je fus musicien, orateur, philosophe, soldat, professeur, Recteur magnifique, Conseiller aulique (d'Empire). Je fus musicien pour garder la bonne mesure dans la vie, orateur pour trouver la vraie raison de la vie, philosophe pour dédaigner la vie, soldat pour supporter les choses pénibles, médecin pour me consumer au service des autres, Recteur magnifique pour défendre les privilèges, Conseiller aulique pour apprendre à servir les autres et non moi-même. Et cependant, une mort amère m'a enlevé, sourde aux accords du musicien, à la persuasion de l'orateur, à l'opiniâtreté du soldat, aux leçons du professeur, aux remèdes du médecin, aux défenses du Recteur, aux mortifications du Conseiller aulique. Et maintenant, pauvre créature semblable au néant, je vous demande de prier pour moi. - Mort en 1691, le 21 avril, à l'âge de 67 ans. »